# Hyphydrus philippensis
Hyphydrus philippensis är en skalbaggsart som beskrevs av Stastný 2007. Hyphydrus philippensis ingår i släktet Hyphydrus och familjen dykare. Inga underarter finns listade i Catalogue of Life.